# Jan Sandmann
Jan Sandmann (* 3. Mai 1978 in Burg (bei Magdeburg)) ist ein ehemaliger deutscher Fußballspieler und aktueller Fußballtrainer.

## Karriere
Seine Karriere begann Jan Sandmann als Mittelfeldspieler bei der SG Blau-Weiß Niegripp, bevor er zum 1. FC Magdeburg wechselte, wo er zunächst in der Jugend spielte. Zur Saison 1996/97 schaffte er dann den Sprung in den Regionalligakader.
Im Sommer 2000 wechselte er ablösefrei aus der Regional- in die Bundesliga zum Hamburger SV, wo er zwei Jahre blieb. In dieser Zeit kam er zu Einsätzen in der Champions League in den Spielen gegen Brøndby IF und den AS Rom. Allerdings konnte er sich nicht als Stammspieler durchsetzen und kam in der Bundesliga lediglich auf sechs Einsätze, was zur Folge hatte, dass er, ebenfalls ablösefrei, zum damaligen Zweitligisten 1. FC Union Berlin wechselte, wo er als Stammspieler in 53 Spielen 1 Tor erzielte. Außerdem wurde er während seiner Zeit in Berlin vom Mittelfeld- zum Abwehrspieler umgeschult.
Sandmanns letzte Vereinsstation war der Regionalligist Holstein Kiel. In seinen ersten beiden Spieljahren absolvierte er 61 Spiele und schoss 6 Tore, 2006/07 absolvierte er verletzungsbedingt nur 6 Regionalliga- sowie 2 Oberligapartien (für die 2. Mannschaft), und hatte somit wenig Möglichkeiten, den Abstieg Holsteins in die Oberliga zu verhindern. In der Hinrunde 2007/08 war Sandmann Stammspieler und verpasste lediglich eine Partie. Fast das ganze Jahr 2008 musste er aufgrund einer schwerwiegenden Verletzung auf Einsätze verzichten. Erst in den letzten beiden Spielen vor der Winterpause 2008/09 kam er wieder zum Einsatz. Doch das Verletzungspech verfolgte ihn weiter. Im ersten Spiel nach der Winterpause, dem Spitzenspiel gegen seinen alten Verein 1. FC Magdeburg, zog sich Jan Sandmann einen Bruch des rechten Innenknöchels zu. Im Sommer 2009 erklärte er sein Karriereende und wird bei Kiel zukünftig als Scout tätig sein. Ab der Saison 2010/2011 fungierte er dann als Co-Trainer unter dem damaligen Trainer Thorsten Gutzeit. Diese Arbeit führt Sandmann ab Sommer 2013 auch unter dem neuen Trainer Karsten Neitzel in der 3. Liga fort.
Am 16. August 2016 wurde Sandmann gemeinsam mit Neitzel von seinen Aufgaben entbunden. Seit Anfang September 2017 arbeitete er als Scout für den 1. FC Nürnberg, bevor er zum 1. Juli 2020 als Chefscout zum FC St. Pauli wechselte.